# Mervyn King
Mervyn Allister King, nacido el 30 de marzo de 1948 en Chesham Bois, barón King de Lothbury de por vida, ha sido el gobernador del Banco de Inglaterra del 1 de julio de 2003 a 1 de julio de 2013.

## Biografía
Mervyn King estudió economía en la Universidad de Cambridge y la Universidad de Harvard. Luego trabajó como investigador en la Universidad de Birmingham, Harvard y el MIT, después se convirtió en profesor de economía en la London School of Economics. Se incorporó al Banco de Inglaterra en 1990 como director no ejecutivo y se convirtió en economista jefe en 1991. En 1998, se convirtió en vicegobernador del banco y miembro del Grupo de los Treinta.
King fue nombrado gobernador del Banco de Inglaterra en 2003, sucediendo a Edward George. En particular, supervisó el banco durante la crisis financiera de 2008 y la Gran Recesión. King se retiró de su cargo como gobernador en junio de 2013 y fue sucedido por Mark Carney. 
En un discurso en Nueva York en octubre de 2010, afirma que «De todas las maneras de organizar la banca, la peor es la que tenemos hoy en día».
Fue nombrado Caballero de la Gran Cruz de la Orden del Imperio Británico (GBE), con ocasión del Queen's Birthday honours list en 11 de junio de 2011.
El 19 de julio de 2013, la reina Isabel II le concedió a King el título de Barón Rey de Lothbury, a título vitalicio, por sus contribuciones al servicio público.
En marzo de 2016, publicó el libro El Fin de la Alquimia: el Dinero, la Banca y el Futuro de la Economía Global sobre las causas y consecuencias de la crisis financiera.

## Publicaciones
- El fin de la alquimia. Dinero, banca y el futuro de la economía global (título original:The End of Alchemy, Money, Banking and the Future of the Global Economy) (2016), Editorial Deusto, ISBN 978-84-234-2564-8.
- Radical Uncertainty: Decision-making for an unknowable future, (2020), con John Kay.